# Septième circonscription de Paris de 1988 à 2012
Pour les articles homonymes, voir Septième circonscription de Paris de 1958 à 1986 et Septième circonscription de Paris depuis 2012.
La septième circonscription de Paris est l'une des 21 circonscriptions électorales françaises que compte le département de Paris (75) situé en région Île-de-France de 1986 à 2010. D'après les chiffres de l'Institut national de la statistique et des études économiques de 1999, la population de cette circonscription est estimée à 109 748 habitants.

## Délimitation de la circonscription
Entre 1988, année des premières élections après le rétablissement du scrutin uninominal majoritaire par circonscription, et le redécoupage des circonscriptions réalisé en 2010, la circonscription recouvre une partie du 11e arrondissement (quartiers de la Roquette et Sainte-Marguerite) et une partie du 12e arrondissement (quartier des Quinze-Vingts).
Cette délimitation s'applique donc aux IXe, Xe, XIe, XIIe et XIIIe législatures de la Cinquième République française.
Cette sixième circonscription de Paris correspond à l'adjonction de deux circonscriptions de la période 1958-1986 : la dixième et un quartier de la douzième (Quinze-Vingts).
En 2012, cette circonscription est scindée en deux parties rattachées aux nouvelles sixième et septième circonscriptions.

## Liste des députés

### Élection du 16 mars 1986 au scrutin proportionnel
En 1985, le président de la République François Mitterrand changea le mode de scrutin des députés en rétablissant le scrutin proportionnel. Le nombre de députés du département de Paris est ramené de 31 à 21.

### Députés de 1988 à 2012
Après les élections du 16 mars 1986, le nouveau premier ministre Jacques Chirac rétablissait le scrutin majoritaire à deux tours. Le nombre de députés était maintenu à 21 et les circonscriptions électorales antérieures étaient donc ramenées de 31 à 21. Deux quartiers de l'ancienne dixième circonscription (Roquette et Sainte-Marguerite) et un de l'ancienne douzième circonscription (Quinze-Vingts) fusionnèrent pour former la nouvelle septième circonscription.
| Législature | Début de mandat | Fin de mandat  | Député élu     |  | Parti politique | Observations                                                  |
| ----------- | --------------- | -------------- | -------------- |  | --------------- | ------------------------------------------------------------- |
| IXe         | 23 juin 1988    | 1er avril 1993 | Alain Devaquet |  | RPR             |                                                               |
| Xe          | 2 avril 1993    | 21 avril 1997  | Alain Devaquet |  | RPR             | mandat écourté à la suite d'une dissolution de Jacques Chirac |
| XIe         | 12 juin 1997    | 18 juin 2002   | Patrick Bloche |  | PS              |                                                               |
| XIIe        | 19 juin 2002    | 25 juin 2007   | Patrick Bloche |  | PS              |                                                               |
| XIIIe       | 26 juin 2007    | 19 juin 2012   | Patrick Bloche |  | PS              |                                                               |

## Résultats électoraux

### Élections législatives de 1988
| Candidat                                | Candidat               | Parti                 | Premier tour | Premier tour | Second tour | Second tour |  |
| Candidat                                | Candidat               | Parti                 | Voix         | %            | Voix        | %           |  |
| --------------------------------------- | ---------------------- | --------------------- | ------------ | ------------ | ----------- | ----------- |  |
|                                         | Alain Devaquet élu     | RPR (URC)             | 15 124       | 41,58        | 19 676      | 50,78       |  |
|                                         | Patrick Bloche         | PS                    | 11 825       | 32,51        | 19 073      | 49,22       |  |
|                                         | Jean-François Touzé    | FN                    | 3 559        | 9,79         |             |             |  |
|                                         | Albert Dupuit          | PCF                   | 2 217        | 6,10         |             |             |  |
|                                         | David Assouline        | Extrême gauche (PNPG) | 1 672        | 4,60         |             |             |  |
|                                         | Anita Sole             | Divers écologiste     | 1 190        | 3,27         |             |             |  |
|                                         | Richard Abitbol        | diss. UDF             | 550          | 1,51         |             |             |  |
|                                         | Marie-José Houssard    | Divers                | 182          | 0,50         |             |             |  |
|                                         | Albanie Leblanc-Marais | Divers                | 52           | 0,14         |             |             |  |
|                                         |                        |                       |              |              |             |             |  |
| Inscrits                                | Inscrits               | Inscrits              | 60 535       | 100,00       | 60 535      | 100,00      |  |
| Abstentions                             | Abstentions            | Abstentions           | 23 842       | 39,39        | 21 074      | 34,81       |  |
| Votants                                 | Votants                | Votants               | 36 693       | 60,61        | 39 461      | 65,19       |  |
| Blancs et nuls                          | Blancs et nuls         | Blancs et nuls        | 322          | 0,88         | 712         | 1,8         |  |
| Exprimés                                | Exprimés               | Exprimés              | 36 371       | 99,12        | 38 749      | 98,2        |  |
| Source : Le Monde des 7 et 14 juin 1988 |                        |                       |              |              |             |             |  |

Le suppléant d'Alain Devaquet était Joël Lainé, ingénieur, Conseiller de Paris.

### Élections législatives de 1993
| Candidat              | Candidat                     | Parti                      | Premier tour | Premier tour | Second tour | Second tour |  |
| Candidat              | Candidat                     | Parti                      | Voix         | %            | Voix        | %           |  |
| --------------------- | ---------------------------- | -------------------------- | ------------ | ------------ | ----------- | ----------- |  |
|                       | Alain Devaquet sortant réélu | RPR (UPF)                  | 15 279       | 42,95        | 18 910      | 56,21       |  |
|                       | Patrick Bloche               | PS (ADFP)                  | 7 499        | 20,93        | 14 731      | 43,79       |  |
|                       | Jean-Claude Poulain          | FN                         | 4 083        | 11,40        |             |             |  |
|                       | Guy Aznar                    | GÉ (EÉ)                    | 3 284        | 9,17         |             |             |  |
|                       | Françoise Doriath            | PCF                        | 2 394        | 6,68         |             |             |  |
|                       | Cécile Silhouette            | Extrême gauche             | 959          | 2,68         |             |             |  |
|                       | Annick Marsault              | LO                         | 816          | 2,28         |             |             |  |
|                       | Xenia Heitz                  | LT-LNÉ                     | 524          | 1,46         |             |             |  |
|                       | Roger Johnstone              | RDRP                       | 327          | 0,91         |             |             |  |
|                       | Olivier Aynaud               | MDR                        | 286          | 0,80         |             |             |  |
|                       | Christian Bourdin            | UÉD                        | 195          | 0,54         |             |             |  |
|                       | Alain Delbecq                | Divers gauche (Maj. prés.) | 110          | 0,31         |             |             |  |
|                       | Geneviève Grelier            | PLN                        | 66           | 0,18         |             |             |  |
|                       |                              |                            |              |              |             |             |  |
| Inscrits              | Inscrits                     | Inscrits                   | 56 721       | 100,00       | 56 721      | 100,00      |  |
| Abstentions           | Abstentions                  | Abstentions                | 19 724       | 34,77        | 21 065      | 37,14       |  |
| Votants               | Votants                      | Votants                    | 36 997       | 65,23        | 35 656      | 62,86       |  |
| Blancs et nuls        | Blancs et nuls               | Blancs et nuls             | 1 175        | 3,18         | 2 015       | 5,65        |  |
| Exprimés              | Exprimés                     | Exprimés                   | 35 822       | 96,82        | 33 641      | 94,35       |  |
| Source : Data.gouv.fr |                              |                            |              |              |             |             |  |

Le suppléant d'Alain Devaquet était Joël Lainé, adjoint au maire de Paris chargé des sports.

### Élections législatives de 1997
| Candidat                     | Candidat           | Parti                      | Premier tour | Premier tour | Second tour | Second tour |  |
| Candidat                     | Candidat           | Parti                      | Voix         | %            | Voix        | %           |  |
| ---------------------------- | ------------------ | -------------------------- | ------------ | ------------ | ----------- | ----------- |  |
|                              | Patrick Bloche élu | PS                         | 10 909       | 32,03        | 20 001      | 54,50       |  |
|                              | Corinne Lepage     | Cap21 (RPR, UDF)           | 10 288       | 30,20        | 16 698      | 45,50       |  |
|                              | Alain Fragny       | FN                         | 3 510        | 10,30        |             |             |  |
|                              | Jean-Robert Franco | PCF                        | 2 486        | 7,30         |             |             |  |
|                              | Christian Colas    | Les Verts                  | 1 311        | 3,85         |             |             |  |
|                              | Annick Marsault    | Extrême gauche (LO)        | 1 144        | 3,36         |             |             |  |
|                              | Cécile Silhouette  | Extrême gauche (SÉGA)      | 1 133        | 3,33         |             |             |  |
|                              | Thierry Magne      | LDI (MPF)                  | 708          | 2,08         |             |             |  |
|                              | Carole Hardouin    | Divers écologiste (GÉ)     | 615          | 1,81         |             |             |  |
|                              | Michelle Orengo    | Divers écologiste          | 415          | 1,22         |             |             |  |
|                              | Charles Gaudin     | Divers (US4J)              | 380          | 1,12         |             |             |  |
|                              | Alain Tardif       | Divers écologiste (MÉI)    | 298          | 0,87         |             |             |  |
|                              | Lionel Choucha     | Divers gauche              | 219          | 0,64         |             |             |  |
|                              | Patricia Mahot     | Divers gauche (IR)         | 174          | 0,51         |             |             |  |
|                              | Elsa Pasco         | Divers écologiste (LT-LNÉ) | 170          | 0,50         |             |             |  |
|                              | Françoise Rolland  | Extrême droite             | 148          | 0,43         |             |             |  |
|                              | Sylvène Baroche    | Divers                     | 103          | 0,30         |             |             |  |
|                              | Jean-Marc Evel     | Extrême droite             | 32           | 0,09         |             |             |  |
|                              | Laurence Deguel    | Divers droite              | 20           | 0,06         |             |             |  |
|                              |                    |                            |              |              |             |             |  |
| Inscrits                     | Inscrits           | Inscrits                   | 57 053       | 100,00       | 57 053      | 100,00      |  |
| Abstentions                  | Abstentions        | Abstentions                | 21 977       | 38,52        | 18 975      | 33,26       |  |
| Votants                      | Votants            | Votants                    | 35 076       | 61,48        | 38 078      | 66,74       |  |
| Blancs et nuls               | Blancs et nuls     | Blancs et nuls             | 1 013        | 2,89         | 1 379       | 3,62        |  |
| Exprimés                     | Exprimés           | Exprimés                   | 34 063       | 97,11        | 36 699      | 96,38       |  |
| Source : Assemblée nationale |                    |                            |              |              |             |             |  |

La suppléante de Patrick Bloche était Michèle Blumenthal, enseignante, conseillère du 12ème arrondissement, conseillère de Paris.

### Élections législatives de 2002
| Candidat       | Candidat                     | Parti             | Premier tour | Premier tour | Second tour | Second tour |  |
| Candidat       | Candidat                     | Parti             | Voix         | %            | Voix        | %           |  |
| -------------- | ---------------------------- | ----------------- | ------------ | ------------ | ----------- | ----------- |  |
|                | Patrick Bloche sortant réélu | PS (PRG)          | 15 509       | 39,7         | 20 811      | 57,74       |  |
|                | Nicole Guedj                 | UMP               | 12 109       | 31           | 15 231      | 42,26       |  |
|                | Pénélope Komitès             | Les Verts         | 2 293        | 5,87         |             |             |  |
|                | Christiane Pacros            | FN                | 2 290        | 5,86         |             |             |  |
|                | Ketty Dalmas-Prévost         | UDF               | 1 733        | 4,44         |             |             |  |
|                | Cécile Silhouette            | LCR               | 1 094        | 2,8          |             |             |  |
|                | Jean-Robert Franco           | PCF               | 931          | 2,38         |             |             |  |
|                | Chloé Loridant               | Pôle républicain  | 738          | 1,89         |             |             |  |
|                | Paul Revol                   | RPF               | 651          | 1,67         |             |             |  |
|                | Bernard Matyjasik            | ÉD                | 301          | 0,77         |             |             |  |
|                | Philippe Marsault            | LO                | 260          | 0,67         |             |             |  |
|                | Claude Rambaud               | Cap21             | 246          | 0,63         |             |             |  |
|                | Paul-Henri Baure             | Divers écologiste | 237          | 0,61         |             |             |  |
|                | Anne Sicard                  | MNR               | 187          | 0,48         |             |             |  |
|                | Juana Munoz                  | ND                | 168          | 0,43         |             |             |  |
|                | Christiane Coudray           | MÉI               | 148          | 0,38         |             |             |  |
|                | Alexandre Deschamps          | GÉ                | 55           | 0,14         |             |             |  |
|                | Lionel Cagniart              | Divers            | 45           | 0,09         |             |             |  |
|                | Françoise Dubois             | CPNT              | 40           | 0,1          |             |             |  |
|                | Gérard Guyot                 | Divers            | 30           | 0,08         |             |             |  |
|                |                              |                   |              |              |             |             |  |
| Inscrits       | Inscrits                     | Inscrits          | 55 708       | 100,00       | 55 694      | 100,00      |  |
| Abstentions    | Abstentions                  | Abstentions       | 16 227       | 29,13        | 18 795      | 33,75       |  |
| Votants        | Votants                      | Votants           | 39 481       | 70,87        | 36 899      | 66,25       |  |
| Blancs et nuls | Blancs et nuls               | Blancs et nuls    | 416          | 1,05         | 857         | 2,32        |  |
| Exprimés       | Exprimés                     | Exprimés          | 39 065       | 98,95        | 36 042      | 97,68       |  |

La suppléante de Patrick Bloche était Michèle Blumenthal, maire du 12ème arrondissement de Paris.

### Élections législatives de 2007
| Candidat       | Candidat                     | Parti          | Premier tour | Premier tour | Second tour | Second tour |  |
| Candidat       | Candidat                     | Parti          | Voix         | %            | Voix        | %           |  |
| -------------- | ---------------------------- | -------------- | ------------ | ------------ | ----------- | ----------- |  |
|                | Patrick Bloche sortant réélu | PS             | 15 344       | 37,88        | 23 639      | 62,44       |  |
|                | Claude-Annick Tissot         | UMP            | 12 778       | 31,54        | 14 220      | 37,56       |  |
|                | Grégory Perrin               | UDF–MoDem      | 5 100        | 12,59        |             |             |  |
|                | Khedidja Bourcart            | Les Verts      | 2 268        | 5,6          |             |             |  |
|                | Jacques Daguenet             | PCF            | 1 632        | 4,03         |             |             |  |
|                | Danièle Moatti-Gornet        | LCR            | 1 276        | 3,15         |             |             |  |
|                | Christiane Pacros            | FN             | 902          | 2,23         |             |             |  |
|                | Isabelle Laeng               | Divers         | 430          | 1,06         |             |             |  |
|                | Éliane Guilleminot           | Divers         | 262          | 0,65         |             |             |  |
|                | Florence Bernard             | DLR            | 220          | 0,54         |             |             |  |
|                | Philippe Marsault            | LO             | 174          | 0,43         |             |             |  |
|                | Marie-Josée Bonnefoux        | MNR            | 122          | 0,3          |             |             |  |
|                | Olivier Georges              | Divers         | 1            | 0            |             |             |  |
|                | Yvan Murzeau                 | Divers gauche  | 0            | 0            |             |             |  |
|                |                              |                |              |              |             |             |  |
| Inscrits       | Inscrits                     | Inscrits       | 63 801       | 100,00       | 63 796      | 100,00      |  |
| Abstentions    | Abstentions                  | Abstentions    | 22 968       | 36           | 25 137      | 39,4        |  |
| Votants        | Votants                      | Votants        | 40 833       | 64           | 38 659      | 60,6        |  |
| Blancs et nuls | Blancs et nuls               | Blancs et nuls | 324          | 0,79         | 800         | 2,07        |  |
| Exprimés       | Exprimés                     | Exprimés       | 40 509       | 99,21        | 37 859      | 97,93       |  |